# Віленські консерватори
Вільнюські консерватори («бізони», «віленські зубри», «кресові зубри») (пол.: Żubry, Konserwatyści wileńscy, Żubry Wileńscy, Żubry Kresowe) — політична група монархічного та консервативного характеру в Польщі в 1918 — 1939 рр., представлена головним чином корінним католицьким та польськомовним середнім класом та заможною знаттю Західної Білорусі та спорідненою інтелігенцією.